# Hesperolpium slevini
Espèce
Synonymes
- Olpium slevini Chamberlin, 1923

Hesperolpium slevini est une espèce de pseudoscorpions de la famille des Hesperolpiidae.

## Distribution
Cette espèce se rencontre au Mexique en Basse-Californie du Sud et en Basse-Californie et aux États-Unis en Arizona et en Californie.

## Description
Les mâles mesurent de 3 à 3,5 mm et la femelle 3,5 mm.
Hesperolpium slevini mesure de 2,95 à 5,2 mm.

## Systématique et taxinomie
Cette espèce a été décrite sous le protonyme Olpium slevini par Chamberlin en 1923. Elle est placée dans le genre Hesperolpium par Chamberlin en 1930.

## Étymologie
Cette espèce est nommée en l'honneur de Joseph Richard Slevin.

## Publication originale
- Chamberlin, 1923 : New and little known pseudoscorpions, principally from the islands and adjacent shores of the Gulf of California. Proceedings of the California Academy of Sciences, sér. 4, vol. 12, no 17, p. 353-387 (texte intégral).